# Hydrazyna
Hydrazyna, diazan, N
2H
4 – nieorganiczny związek chemiczny zbudowany z dwóch połączonych ze sobą wiązaniem N−N grup aminowych. Jest to silnie trująca, bezbarwna, łatwopalna, żrąca, higroskopijna ciecz, dymiąca na powietrzu.

## Budowa cząsteczki
Cząsteczka hydrazyny zbudowana jest z dwóch połączonych ze sobą identycznych grup aminowych. Pomimo tego wykazuje ona duży moment dipolowy (1,85 D w fazie gazowej), co świadczy o tym, że występuje ona głównie w konformacji gauche, w której obie grupy aminowe są skręcone o ok. 90–95° w stosunku do symetrycznej konformacji naprzeciwległej.

## Otrzymywanie
Hydrazynę otrzymuje się poprzez utlenianie amoniaku podchlorynami:
NH
3 + NaClO → NH
2Cl + NaOH
NH
2Cl + NH
3 + NaOH → N
2H
4 + NaCl + H
2O

## Właściwości
Wodne roztwory hydrazyny mają charakter słabo zasadowy:
Stała dysocjacji w 25 °C:
Kb = 1,3×10−6
pKBH+
 = 8,1
Jest więc zasadą około dziesięciokrotnie słabszą od amoniaku (Kb = 1,78×10−5; pKBH+
 9,25).
Stała dysocjacji pKb dla innych temperatur:
|     | 25 °C | 50 °C | 100 °C | 200 °C | 300 °C |
| --- | ----- | ----- | ------ | ------ | ------ |
| pKb | 6,005 | 5,842 | 5,693  | 5,813  | 6,434  |

## Zastosowanie

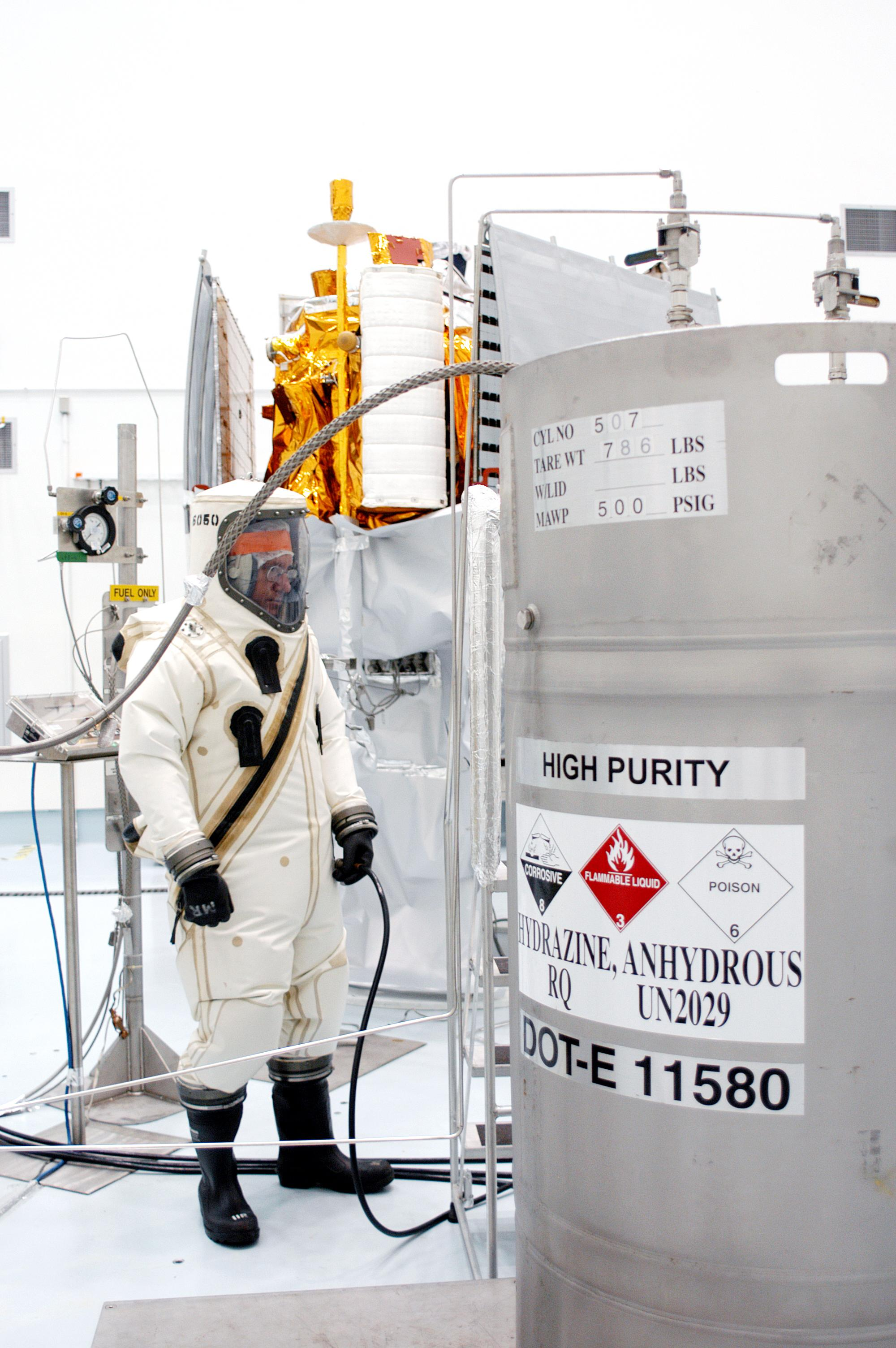
Zbiornik z hydrazyną przygotowaną jako paliwo dla sondy MESSENGER

Hydrazyna znajduje zastosowanie jako paliwo rakietowe. Jest używana również do napędzania okrętów podwodnych. Stosuje się ją także jako surowiec w syntezie organicznej, jest reduktorem, a także odczynnikiem do wykrywania aldehydów, ketonów i cukrów.
Jest odczynnikiem do sekwencjonowania DNA metodą Maxama-Gilberta. Używana razem z piperydyną zrywa DNA przy cytozynie, natomiast z piperydyną i chlorkiem sodu zrywa DNA przy tyminie.

## Zagrożenia
W badaniach na zwierzętach wykazuje właściwości rakotwórcze (wchłania się również przez skórę). Hydrazyna i jej pochodne to silne reduktory. Związek ten w obecności utleniaczy może gwałtownie wybuchnąć. Ryzyko wybuchu występuje także w obecności metali.
Jest łatwopalna i żrąca, jest również silną trucizną.